# Zolochiv
Zolochiv (em ucraniano:  Золочів, em polonês/polaco:  Złoczów, em iídiche:  זלאָטשאָוו, Zlotshov) é uma cidade da Ucrânia, situada no Oblast de Leópolis. Tem 11,64 km² de área e sua população em 2020 foi estimada em 24.109 habitantes.